# MV Hyak
MV Hyak je trajekt třídy Super, který provozují Washington State Ferries. Byl vyroben v roce 1967 v loděnici National Steel and Shipbuilding Company v San Diegu. Od té doby zůstává jedinou lodí ze své třídy, jejíž kajuta nebyla renovována, přesto zůstává jednou z nejméně problémových lodí. Slovo Hyak znamená v pidžinovém jazyce chinook jargon rychlý.
20. dubna 1986 se lodi povedlo najet na souš ve městě Anacortes. Žádný z 250 cestujících na palubě nebyl zraněn, ale škoda na plavidle se vyšplhala na 250 tisíc dolarů.
Hyak pravidelně obsluhuje trasu mezi Seattlem a Bremertonem, jen v říjnu 2008 nahradila poškozenou MV Walla Walla, která potřebovala opravit tlaková ložiska, na trase Edmonds-Kingston. Na podzim 2011 loď obsluhovala trasu mezi Anacortes a souostrovím svatého Jana a jako náhrada za MV Puyallup také na trase Edmonds-Kingston. Tam ji později nahradila loď MV Walla Walla, takže se Hyak přesunul na trasu Seattle-Bremerton.